# 塞尔焦·卡普拉里
塞尔焦·卡普拉里（義大利語：Sergio Caprari，1932年7月12日—2015年10月12日），意大利男子拳击运动员。他曾代表意大利参加1952年夏季奥林匹克运动会拳击比赛，获得男子羽量级银牌。